# احتجاجات العدالة الاجتماعية الإسرائيلية 2011

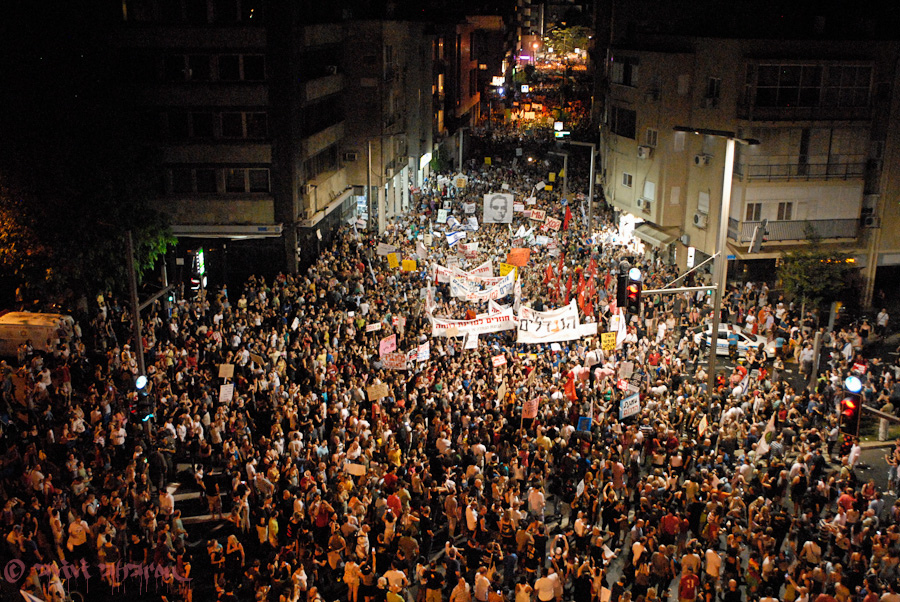
محتجون إسرائيليون في مدينة تل أبيب بتاريخ 6 أغسطس 2011

احتجاجات العدالة الاجتماعية الإسرائيلية 2011، والتي يشار إليها أيضا بأسماء مختلفة في وسائل الإعلام، كانت سلسلة من المظاهرات في إسرائيل بدءا من يوليو 2011 شارك فيها مئات الآلاف من المحتجين من خلفيات اجتماعية - اقتصادية ودينية متنوعة تعارض استمرار ارتفاع تكاليف المعيشة (وخاصة الإسكان) وتدهور الخدمات العامة مثل الصحة والتعليم. وكانت من بين الهتافات الصرخة الشائعة في المظاهرات؛ «الشعب يطالب بالعدالة الاجتماعية!».
ومع توسع الاحتجاجات خلال أغسطس 2011، بدأت المظاهرات أيضا في التركيز على قضايا أخرى ذات صلة بالنظام الاجتماعي وهيكل السلطة في إسرائيل.
الاحتجاجات السكنية التي أشعلت المظاهرات الأولى بدأت نتيجة مجموعة احتجاج على فيسبوك والتي دفعت مئات الأشخاص في البداية إلى إقامة خيام في شارع روتشيلد في وسط تل أبيب، وهو العمل الذي سرعان ما اكتسب زخماً إعلامياً وبدأ خطابا عاما في إسرائيل حول ارتفاع تكلفة السكن ونفقات المعيشة. وسرعان ما انتشرت الاحتجاجات إلى العديد من المدن الكبرى الأخرى في إسرائيل حيث بدأ الآلاف من المتظاهرين الإسرائيليين في اقامة خيام في وسط الشوارع المركزية في المدن الكبرى كوسيلة للاحتجاج. وكجزء من الاحتجاجات، نظمت عدة مظاهرات حاشدة في جميع أنحاء البلاد، شارك فيها مئات الآلاف من الناس.
وكان التركيز الرئيسي للاحتجاجات هو ما وصفه المنظمون بالعدالة الاجتماعية. جزء من الحركة هو تغيير النظام الاجتماعي، والنظام الاقتصادي. وقد صدرت دعوات للإطاحة بالحكومة عن بعض أجزاء الاحتجاجات. وتتضمن انتقادات الاحتجاجات اتهامات بأجندة سياسية بدلا من كونها إجتماعية مع الكشف عن تمويل من أفراد أو منظمات يسارية بعينها مثل دانييل آبراهام وصندوق إسرائيل الجديدة. فقد زعم كالمان ليبسكند الصحفي في صحيفة معاريف أن الاحتجاجات العفوية كانت في واقع الأمر قيد التخطيط منذ ثلاثة أشهر من قبل ستان جرينبرغ والذي نفذته المنظمات اليسارية واليسار الوطني. أتهم النقاد داخل الاحتجاجات 'قادة الاحتجاجات' بعدم نشر أهداف محددة، وعدم وضوح أهدافهم، والتأثير المدمر لتركيز وسائل الإعلام على عدد قليل من النشطاء.
وبعد أول احتجاجات واسعة النطاق في أوائل أغسطس أعلنت الحكومة أنه سيتم اتخاذ سلسلة من الإجراءات لحل مشكلة نقص المساكن بعضها قيد الإعداد والتصديق بالفعل وبعضها كان إجراءات جديدة مقترحة استجابة لمطالب قيادة حركة الاحتجاج. كما عين رئيس الوزراء بنيامين نتانياهو فريقا من الوزراء وكبار الموظفين من مكتبه برئاسة وزير المالية يوفال شتاينتز للتفاوض مع قادة الاحتجاج وكذا مع لجنة ترايتنبرج. ومنذ ذلك الحين، كان هناك انتقاد كبير لتجاهل رئيس الوزراء الواضح للمشاعر العامة، مما أدى إلى التخمين بأن التعاطف العام مع حركة الاحتجاج قد يدفع عضوا أو أكثر من أعضاء الائتلاف الحاكم إلى ترك الحكومة، مما يؤدي إلى إجراء انتخابات وطنية.
في 22 يونيو 2012، حاولت دافني ليف وعدة نشطاء آخرين إعادة بدء الاحتجاجات السكنية من خلال إقامة مخيم خيم في شارع روتشيلد. البلدية لم تعط تصريحاً، ونتيجة لذلك تم إلقاء القبض على أحد عشر ناشطاً آخرين لدى مقاومتهم لعشرين شرطياً ومفتشاً بلدياً وصلوا لتفكيك الخيام التي صودرت.